# Rancor
De rancor is een fictieve vleesetende diersoort uit de Star Wars-filmserie.
De rancors werden gevonden op de planeten Dathomir en Ottethan, maar kwamen voor op talloze andere planeten. Op de planeet Dathomir leefden ze vredig samen met de Nightsisters onder leiding van Silri, of ook wel de heksen van Dathomir.

## Uiterlijk
De bouw van de rancors waren onder de verscheidene rassen niet erg verschillend. Rancors staan op twee grote achterpoten waardoor ze 5 tot 10 meter hoog boven de grond uittorenden. Bij veel vijanden wordt hierdoor angst ingeboezemd. Hun huid is dik, gepantserd en kan de kleuren bruin, grijs en groen bevatten. Rancors hebben lange armen die tot aan de grond komen. Ze hebben grote klauwen met vier lange vingers aan elke klauw. Rancors hebben een groot hoofd en een dikke nek. Hun bek staat vol met scherpe tanden. Ze hebben twee kleine zwarte ogen met daartussen twee neusgaten.

## In de films
De rancor komt voor in Episode VI.
De bekendste rancor is de rancor van Jabba de Hutt. Onder de kamer waar Jabba zich verschanste zat een donker hol waar de rancor in werd gehouden. Voor de zitbank van Jabba zat een valluik waardoor slachtoffers aan de rancor werden gevoerd. Ook Luke Skywalker werd hierin gegooid. Hij doodde het dier door een hek te laten zakken wat de rancor doorkliefde.